# Mare Tranquillitatis

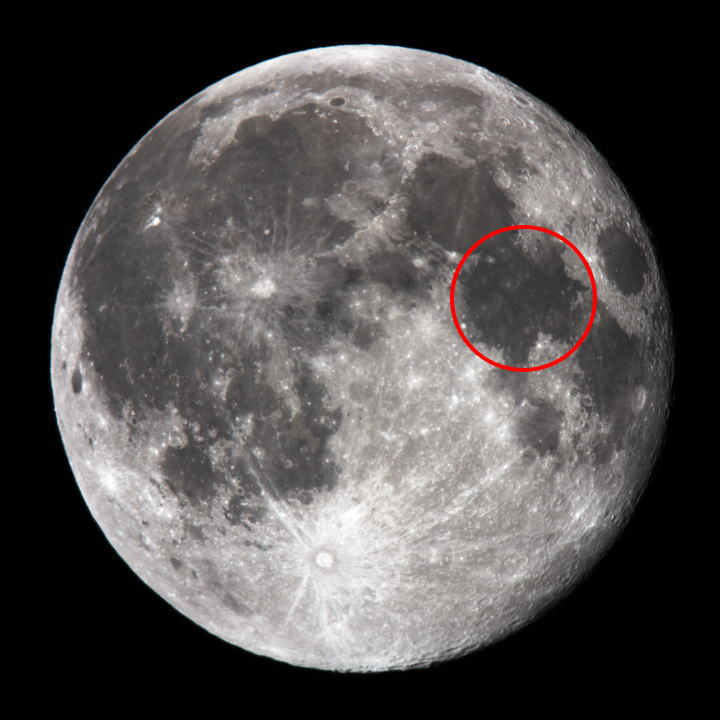
Poloha Mare Tranquillitatis.

Mare Tranquillitatis (česky Moře klidu) je měsíční moře nacházející se ve východní části přivrácené strany Měsíce. Jeho selenografické souřadnice jsou 8,5° S, 31,4° V. Má přibližně kruhový tvar s průměrem 873 km.

## Popis
V této oblasti se nachází jeden z měsíčních masconů. Mare Tranquillitatis je obklopeno několika dalšími měsíčními moři. Jihovýchodně je Mare Fecunditatis, na severovýchodě Mare Crisium, na severozápadě Mare Serenitatis a na jihu Mare Nectaris.
Uvnitř moře leží celá řada kráterů, např. Maskelyne, Sinas, Cauchy, Ritter, Sabine, Arago, Manners, Maclear, Ross, Carrel, Jansen, Plinius a další. V jeho západní části lze nalézt rozsáhlou síť mořských hřbetů, jejíž součásti je útvar Lamont. Ve východní části je zajímavý kráter Cauchy, jenž leží mezi zlomem Rupes Cauchy a brázdou Rima Cauchy. Tyto útvary jsou vůči sobě téměř rovnoběžné. Jižně od Rupes Cauchy lze nalézt dvojici lunárních dómů (což je druh štítové sopky) Cauchy ω (Cauchy Omega) a Cauchy τ (Cauchy Tau).

## Expedice

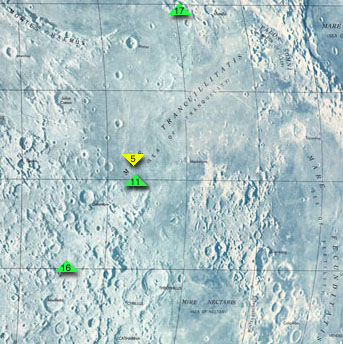
Mapa Moře klidu a okolí znázorňující místa přistání Apolla 11, Apolla 17, Apolla 16 a sondy Surveyor 5.

V oblasti Mare Tranquillitatis dopadly americké sondy Ranger 6, Ranger 8 , přistála další americká sonda Surveyor 5 (11. září 1967)  a tři výpravy mise Apollo – Apollo 11 (20. července 1969) , Apollo 17 a Apollo 16. Z této oblasti pochází minerál tranquillityit, který na Zemi dopravila posádka Apolla 11.

## Mare Tranquillitatis v kultuře
- Moře klidu je zmíněno ve vědeckofantastickém románu britského spisovatele Arthura C. Clarka Měsíční prach.[5]
- Moře klidu se objeví i v epizodě Na Měsíc a dál amerického animovaného seriálu Futurama.[6]
- Moře klidu se vyskytuje v románu Nekonečno vítá ohleduplné řidiče dvojice britských autorů Rob Grant a Doug Naylor.[7]